# Umberto Piombino
Umberto Piombino (Genova, 1920 – Genova, 1995) è stato uno scultore e ceramista italiano.

## Biografia
Umberto Piombino iniziò ad interessarsi alla ceramica all'inizio degli anni Sessanta del XX secolo, stimolato dall'amico e collega Emanuele Luzzati. Lavorò presso i laboratori di "Pozzo Garitta" di Bartolomeo Tortarolo, noto anche come Bianco d'Albisola. Qui, sotto la guida di maestri ceramisti come Beatrice Schiappapietra, sviluppò uno stile personale caratterizzato da tratti naif.
Verso la metà del XX secolo, la ceramica in Italia attraversava un periodo di sperimentazione e rottura con la tradizione. Ad Albisola, il Gruppo CO.BR.A., con artisti come Guillaume Corneille, Asger Jorn e Karel Appel, introduceva un linguaggio espressivo e brutale. A Faenza, Albert Diato influenzava i giovani ceramisti con il gres, un materiale insolito nella patria della maiolica. In tutta Italia, artisti come Salvatore Meli, Guido Gambone e Nino Caruso adottavano il gres e sperimentavano nuove forme. A Roma, Leoncillo Leonardi abbandonava il realismo sociale per un'espressività tormentata. In questo contesto, Piombino scelse la strada del figurativo e dell'arte sacra, rimanendo fedele alla sua visione, resistendo alle influenze esterne e dedicandosi ai temi religiosi nonostante le tendenze contemporanee.
Piombino è noto per l'uso di materiali "popolari" e arcaici come terracotta, il cartoncino, la banda stagnata, il filo di ferro e l'acciaio. Le sue creazioni variano dai presepi in lamierino alle figure intagliate in cartone, rappresentando un equilibrio tra tradizione e innovazione. Fu tuttavia anche scultore di opere di grande dimensione e tema drammatico, nelle quali il suo stile rimane semplice e solenne, con influenze romaniche, come nella sua Deposizione e nel pannello di Santa Maria della Concordia, che ricordano figurine di portali medievali in bronzo. I suoi personaggi sono caratterizzati da tratti distintivi e facilmente riconoscibili: volti arrotondati con profilo greco e occhi sognanti, che aggiungono un tocco di incanto e ironia alle sue opere. Interessante è il suo uso del colore, più da pittore che da ceramista, maneggiando abilmente biscotto, smalti lucidi e satinati, e preferendo toni sfumati alle stesure piatte.
Fu amico e maestro del pittore, scultore e designer ligure Rino Valido.

## Riconoscimenti
Nel 2021, in occasione del centenario della sua nascita, l'Accademia Ligustica di Belle Arti lo ha celebrato come un punto di riferimento della tradizione artistica ligure, riconoscendo la sua capacità di unire passato e presente. Con il supporto di collezionisti privati, ha allestito una raccolta delle sue opere nella mostra La Buona Novella, che ha messo in luce come Piombino rappresentasse storie del Vangelo e scene di vita quotidiana in modo accessibile, rendendo le sue opere fruibili da un ampio pubblico.